# Eden Hazard
Eden Michael Hazard [edɛn azaʁ] (* 7. Januar 1991 in La Louvière) ist ein ehemaliger belgischer Fußballspieler. Als Flügelspieler bzw. offensiver Mittelfeldspieler eingesetzt, stand er zuletzt bei Real Madrid unter Vertrag.
Hazard gewann in Frankreich mit dem OSC Lille (zum ersten Mal nach 57 Jahren) die Meisterschaft 2010/11 sowie die Coupe de France. Ab Sommer 2012 war er in der Premier League beim FC Chelsea tätig. Dabei erzielte er in sieben Jahren über 100 Tore in 350 Pflichtspielen. Hazard wurde mit Chelsea zweimal englischer Meister (2015, 2017). Zudem wurde er einmal Sieger des FA Cup (2018) und des League Cup (2015). International gewann er zweimal die Europa League (2013, 2019). Von 2019 bis 2023 stand er bei Real Madrid unter Vertrag.
Hazard debütierte im November 2008 in der belgischen Nationalmannschaft. Er nahm mit dieser an drei Weltmeisterschaften teil. 2018 war er Kapitän, erreichte mit ihr als bestes Resultat der belgischen Nationalmannschaft den dritten Platz und erhielt dabei den Silbernen Ball als zweitbester Spieler des Turniers. Im März 2019 absolvierte er als dritter belgischer Spieler sein 100. Länderspiel.
Hazard beendete Anfang Oktober 2023 seine Karriere.

## Vereinskarriere

### Jugend
Hazard begann bereits 1995 im Alter von vier Jahren mit dem Vereinsfußball beim Royal State Brainois. Dort spielte er acht Jahre, bevor er sich dem AFC Tubize anschloss. Bei einem Jugendturnier wurde er von einem Scout des französischen Erstligisten OSC Lille entdeckt, woraufhin auch Offizielle des Vereins auf den jungen Hazard aufmerksam wurden und ihm einen Jugendvertrag anboten. Seine Eltern akzeptierten das Angebot letztendlich in Hoffnung, dass dort bessere Trainingsbedingungen vorliegen würden.

### OSC Lille (2005 bis 2012)

#### Anfänge
Im Jahre 2005 wechselte Hazard zum OSC Lille und verbrachte zwei Jahre in der vereinseigenen Jugendakademie. Am 28. Mai 2007 unterzeichnete er dort seinen ersten Profivertrag, der ihn für drei Jahre an den Verein band. Zur Saison 2007/08 wurde er in die Reservemannschaft befördert, die in der viertklassigen Championnat de France Amateur spielte. Zu dieser Zeit spielte er für die Reserve in der Liga und in der U19 in der Liga und im Coupe Gambardella.
Am 14. November zog ihn Trainer Claude Puel anlässlich eines Testspiels gegen den FC Brügge erstmals in die erste Mannschaft hoch. Dies geschah aufgrund der Abwesenheit vieler Spieler, die in deren jeweiligen Nationalmannschaften im Einsatz waren. In diesem Spiel konnte Hazard Puel beeindrucken, der ihn dann im folgenden Erstligaspiel gegen den AS Nancy für den 18-Mann-Kader seines Teams nominierte. Am 24. November 2007 (15. Spieltag) gab er in eben diesem Spiel sein Debüt, als er bei der 0:2-Auswärtsniederlage in der 78. Spielminute für Nicolas Fauvergue eingewechselt wurde. Danach war er wieder in der zweiten Mannschaft im Einsatz und wurde erst im Januar 2008 wieder von Puel berücksichtigt. In diesem Monat wurde er in den Ligapartien gegen den FC Metz, den FC Sochaux und gegen Paris Saint-Germain eingewechselt. Diese vier Einsätze blieben seine einzigen in der ersten Mannschaft in der Spielzeit 2007/08, in der er vorrangig in der Reservemannschaft und U19 aktiv war. In der Reserve erzielte er in elf Einsätzen ein Tor.

#### Saison 2008/09
Zur nächsten Saison 2008/09 beförderte der neue Trainer Rudi Garcia Hazard endgültig in die erste Mannschaft und er erhielt das Trikot mit der Rückennummer 26. Seinen ersten Saisoneinsatz hatte er am 14. September 2008 (5. Spieltag) beim 1:1-Unentschieden gegen den FC Sochaux, bei dem er im Verlauf der zweiten Halbzeit eingewechselt wurde. Im nächsten Spiel gegen die AJ Auxerre wurde er in der zweiten Spielhälfte, beim Stand von 1:2 für Auxerre, eingewechselt. In der 88. Spielminute erzielte Hazard mit einem platzierten Schuss außerhalb des „Sechzehners“ den Ausgleich im heimischen Stadium Nord Lille Métropole. Dieses Tor machte ihn mit 17 Jahren, 8 Monaten und 13 Tagen zum jüngsten Torschützen in Lilles Geschichte. In der 94. Minute besorgte Lilles Túlio de Melo, mit seinem Treffer zum 3:2, den Endstand. In der Folge etablierte sich Hazard als Einwechselspieler.
Beim 3:0-Heimsieg gegen die AS Saint-Étienne startete er erstmals von Beginn an in der Ligue 1 und zahlte das in ihn gesteckte Vertrauen Garcias bereits in der 25. Spielminute mit seinem zweiten Saisontor zurück. Am 18. November 2008 unterzeichnete er einen neuen, bis 2012 datierten Vertrag. Am 7. Februar 2009 (23. Spieltag) stand er beim 3:2-Heimsieg gegen den FC Sochaux erstmals in einem Ligaspiel die gesamte Spieldauer über auf dem Platz und erzielte in der 88. Spielminute den entscheidenden Siegtreffer für seine Mannschaft. Zum Saisonende hin stand der junge Hazard immer häufiger in der Startformation. In dieser Spielzeit war er letzten Endes in 30 Ligaspielen zum Einsatz gekommen, wovon er in 13 in der Startformation stand. Zum guten Saisonergebnis seiner Mannschaft, welche mit dem 5. Tabellenplatz die Qualifikation der UEFA Europa League 2009/10 erreichte, steuerte Hazard vier Tore und zwei Vorlagen bei. Nach der Spielzeit wurde er von der UNFP zum Nachwuchsspieler des Jahres gewählt und wurde damit zum ersten nicht-französischen Spieler, der diese Auszeichnung gewann.

#### Saison 2009/10
Mit seiner starken Saisonleistung, trotz seines jungen Alters, wurde Eden Hazard in der Sommertransferphase 2009 erstmals mit diversen internationalen Spitzenvereinen in Verbindung gebracht. Hazard blieb bei den Dogues und startete in die Saison mit einem Treffer beim 2:0-Auswärtssieg gegen den serbischen FK Sevojno im Hinspiel der 3. Qualifikationsrunde zur Europa League 2009/10. Lille gewann auch das Rückspiel gegen Sevojno mit 2:0 und schlug auch den KRC Genk in der 4. Runde zweimal, womit man sich für die Gruppenphase der Europa League erreichte. Beim 4:2-Heimsieg im Rückspiel traf Hazard einmal. Beim 3:0-Heimsieg in gegen den CFC Genua in der Gruppenphase erzielte er sein erstes Tor in der Endrunde eines internationalen Wettbewerbs. Zu dieser Zeit hatte er sich bereits in der Liga und in der Europa League als wichtiger Bestandteil der Startformation Lilles etabliert. Mit 10 Punkten schloss man die Gruppenphase als zweiter hinter dem FC Valencia ab.
In der Liga musste er bis zum 20. Dezember (18. Spieltag) warten, bis er sein erstes Saisontor, beim 3:0-Heimsieg gegen den Le Mans UC 72, erzielen konnte. In diesem Spiel bereitete er außerdem beide anderen Treffer vor. Drei Tage später traf er beim 4:0-Auswärtssieg gegen den AS Nancy erneut und konnte eine Vorlage leisten. Mit einer Siegesserie von Ende November 2009 bis Mitte Januar 2010 drang Lille von den Mittelfeldrängen bis in die Top 4 vor. Diese endete erst am 20. Januar bei der 1:2-Auswärtsniederlage gegen den FC Sochaux. Beim 1:0-Heimsieg gegen den RC Lens am 30. Januar führte Hazard seine Mannschaft mit seinem dritten Saisontor wieder auf die Siegerstraße. Am 4. Februar unterzeichnete Eden Hazard einen neuen Vierjahresvertrag beim OSC Lille. Ende Februar besiegte man den türkischen Verein Fenerbahçe Istanbul im Sechzehntelfinale in zwei Spielen und zog ins Achtelfinale der Europa League ein, wo man auf den FC Liverpool traf. Beim 1:0-Heimsieg im Hinspiel verwandelte Hazard einen direkten Freistoß in der 83. Spielminute und ermöglichte seiner Mannschaft so den Sieg. Das Rückspiel am 18. März ging jedoch mit 0:3 im Anfield verloren und bedeutete das Ausscheiden Lilles auf dem Turnier.
In der Liga lief es für seinen Verein deutlich besser. Am 30. Spieltag der Saison 2009/10 bereitete er beim 4:1-Heimsieg gegen den Konkurrenten HSC Montpellier zwei Tore vor. Nachdem er im März 2010 beeindruckende Leistungen gezeigt hatte, wurde er in diesem Monat mit der Spieler des Monats Auszeichnung belohnt. Mit Lille erreichte er in dieser Spielzeit den 4. Tabellenplatz. Er selbst kam dabei in 37 Ligaspielen zum Einsatz, in denen er fünf Tore erzielen konnte und erhielt zum zweiten Mal in Folge die Auszeichnung zum UNFP Nachwuchsspieler des Jahres. Die Wahl zum Spieler der Saison verlor er gegen den argentinischen Stürmer Lisandro López, welcher bei Olympique Lyon spielte.

#### Saison 2010/11

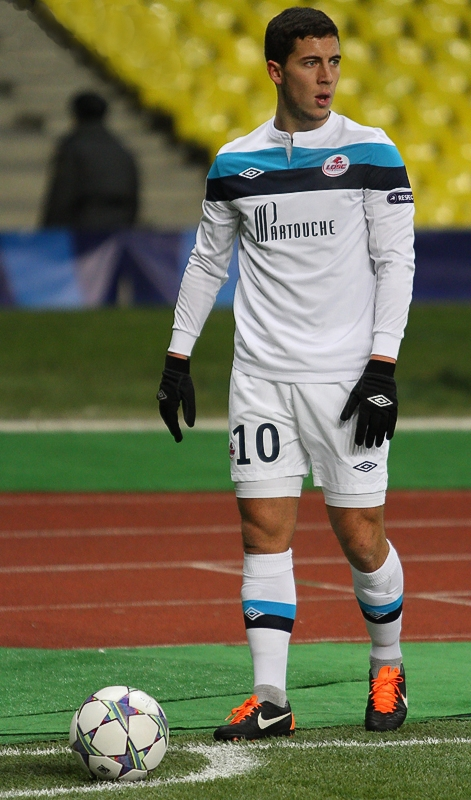
Eden Hazard bei einem Eckstoß im Champions-League-Spiel gegen ZSKA Moskau im November 2011

Die Saison 2010/11 begann sowohl für Hazard als auch für seinen Verein nur mittelmäßig. Man konnte sich nur mit hohem Aufwand in der letzten Qualifikationsrunde gegen den rumänischen FC Vaslui die Teilnahme an der Gruppenphase der UEFA Europa League 2010/11 sichern. Auch in der Liga endeten die ersten vier Spiele allesamt Remis. Hazard konnte dabei im vierten Saisonspiel beim 1:1-Unentschieden gegen den OGC Nizza sein erstes Saisontor erzielen. Hazard litt zu dieser Zeit an einer kleinen Formkrise, die ihm ein paar Spiele in Folge seinen Platz in der Startformation kostete. In der Europa League konnte er in den sechs Gruppenspielen kein einziges Tor erzielen und Lille gelang nur denkbar knapp als Tabellenzweiter der Aufstieg in die Zwischenrunde.
Trotz der schlechten Vorzeichen startete man in der Liga ab dem 31. Oktober 2010 einen furiosen Lauf, in welchem man in 13 aufeinanderfolgenden Ligaspielen ohne Niederlage blieb, während man neun davon gewinnen konnte. Bereits seit Ende November hielt man deshalb die Tabellenführung inne. Hazard war wieder ein fester Bestandteil der Mannschaft geworden und trug mit zwei Toren und fünf Vorlagen nicht unwesentlich zum Erfolg bei. Erst am 20. Februar 2011 endete die Serie mit einer 0:1-Auswärtsniederlage gegen den HSC Montpellier.
Seinen bis ursprünglich 2014 laufenden Kontrakt verlängerte er bereits am 4. März vorzeitig um ein weiteres Jahr. Dieses neue Arbeitspapier machte ihn zum bestbezahlten Spieler in der Ligue 1. Zwei Tage später erzielte er beim wichtigen 2:1-Auswärtssieg gegen den Verfolger Olympique Marseille sein viertes Saisontor, welches ihm aus beinahe 35 Metern gelang und bei welchem der Ball eine Geschwindigkeit von 95 km/h erreichte. Am 2. April bestritt er beim 3:1-Heimsieg gegen SM Caen mit erst 20 Jahren sein 100. Ligaspiel für den OSC Lille und krönte dies mit einem Tor. Zum zweiten Mal in seiner Karriere gewann Hazard den Titel „Spieler des Monats“, der ihm genauso wie im Jahr zuvor für seine Leistungen im Monat März verliehen wurde.
Am 19. April beförderte er sein Team beim 2:0-Halbfinalsieg gegen den OGC Nizza mit einem Treffer ins Finale der Coupe de France 2010/11. Damit erreichte man zum ersten Mal seit 1955 das Endspiel dieses Wettbewerbs. Das Finale am im Stade de France gewann man letztendlich mit 1:0 gegen Paris Saint-Germain. Das Siegtor wurde in der 89. Spielminute durch Ludovic Obraniak per Freistoß erzielt. Hazard stand in diesem Spiel in der Startformation und wurde nach dem Treffer durch den Abwehrspieler Stéphane Dumont ersetzt.
Eine Woche später fixierte man gegen mit einem 2:2-Unentschieden gegen den Hauptstadtverein den Meistertitel, welcher erstmals seit 57 Jahren in die nordfranzösische Stadt Lille geholt werden konnte. Damit fixierte man auch das Double bestehend aus Meisterschaft und Pokal. An diesem Tag wurde Hazard auch zum Spieler der Saison gekürt und wurde zum jüngsten Spieler aller Zeiten, der mit diesem Preis ausgezeichnet wurde. Die Saison beendete er mit zwölf Toren und 14 Vorlagen, welche er in wettbewerbsübergreifend 54 Spielen sammeln konnte.

#### Saison 2011/12
Zur Saison 2011/12 erhielt Eden Hazard die Trikotnummer 10. In Lilles erstem Pflichtspiel, der 4:5-Niederlage im Supercup gegen Olympique Marseille, erzielte Hazard einen Treffer. Am 5. Spieltag machte er beim 3:1-Auswärtssieg gegen die AS Saint-Étienne seine ersten beiden Saisontore. Vier Tage später absolvierte er seinen ersten Einsatz in der UEFA Champions League, als man im 1. Spiel der Gruppenphase gegen den ZSKA Moskau Unentschieden spielte. In den zwei folgenden Ligaspielen gegen FC Sochaux und Girondins Bordeaux traf er jeweils einmal. Danach erlebte er eine Durststrecke von über zwei Monaten, in der er in acht Ligaspielen nicht treffen konnte. Sein Verein blieb dennoch in allen Spielen ungeschlagen und hielt sich in den Top 4 der Tabelle.
Am 3. Dezember (16. Spieltag) verwandelte er nach seiner Einwechslung den spielentscheidenden Elfmeter zum 3:2-Auswärtssieg gegen den AC Ajaccio im Stile Antonín Panenkas. In der nächsten Zeit schaffte er es weiterhin häufig zu treffen und zog bereits am 19. Spieltag mit seinem siebten Ligator in dieser Saison 2011/12 mit seinem bisherigen Rekord in erzielten Ligatoren gleich. Am 3. März 2012 erzielte er beim 2:2-Unentschieden gegen AJ Auxerre beide Treffer seiner Mannschaft und hielt zu diesem Zeitpunkt schon bei 11 Ligatoren. Zwei Wochen später netzte er beim 4:0-Heimsieg gegen den FC Valenciennes erneut und bereitete zwei weitere Treffer Lilles vor. Bei den Siegen in den folgenden zwei Spielen gegen den FC Évian Thonon Gaillard und den FC Toulouse machte er jeweils ein Tor und eine Vorlage. Am 15. April wiederholte er beim 4:1-Heimsieg gegen den AC Ajaccio dies erneut und stellte mit seinem 100. absolvierten Ligaspiel in Folge einen neuen Rekord auf. In den folgenden vier Ligaspielen erzielte Hazard zwei Tore und bereitete drei weitere vor.
Am 28. April wurde er zum dritten Mal in Folge für die Auszeichnung zum Spieler des Jahres in der Ligue 1 nominiert. Zwei Wochen später gewann er diesen Preis letztlich zum zweiten Mal, als er sich gegen Olivier Giroud und Younès Belhanda durchsetzte. Außerdem wurde er bereits zum dritten Mal in Folge ins Team der Saison gewählt. Am 20. Mai 2012 (38. Spieltag) bestritt Hazard gegen den AS Nancy, jenen Verein gegen welchen er viereinhalb Jahre zuvor in der Ligue 1 debütierte, sein letztes Spiel für den OSC Lille und trug in diesem die Kapitänsschleife. Hazard schaffte beim 4:1-Heimsieg innerhalb von 24 Minuten in der ersten Halbzeit seinen ersten Hattrick im Profibereich zu erzielen. Er verabschiedete sich mit 20 Toren und 18 Vorlagen aus 38 Einsätzen, in seiner individuell mit Abstand stärksten Spielzeit, aus der Ligue 1. Für Lille war er in seiner Zeit in insgesamt 194 Pflichtspielen aufgelaufen, in denen er 50 Treffer erzielen konnte.

### FC Chelsea (2012 bis 2019)
Am 4. Juni 2012 wurde bekanntgegeben, dass sich der englische Spitzenverein FC Chelsea die Dienste Eden Hazards gesichert hat, welches der Sieger der abgelaufenen UEFA Champions League 2011/12 selbst auf der klubeigenen Homepage bestätigte. Beim Hauptstadtverein unterzeichnete er einen Fünfjahresvertrag, welcher ihm laut englischen Medien 170.000 Pfund (umgerechnet 212.000 Euro) pro Woche einbringen sollte und erhielt die Trikotnummer 17 von José Bosingwa. Die Blues bezahlten als Ablösesumme für seine Dienste 35 Millionen Euro an den OSC Lille.

#### Saison 2012/13

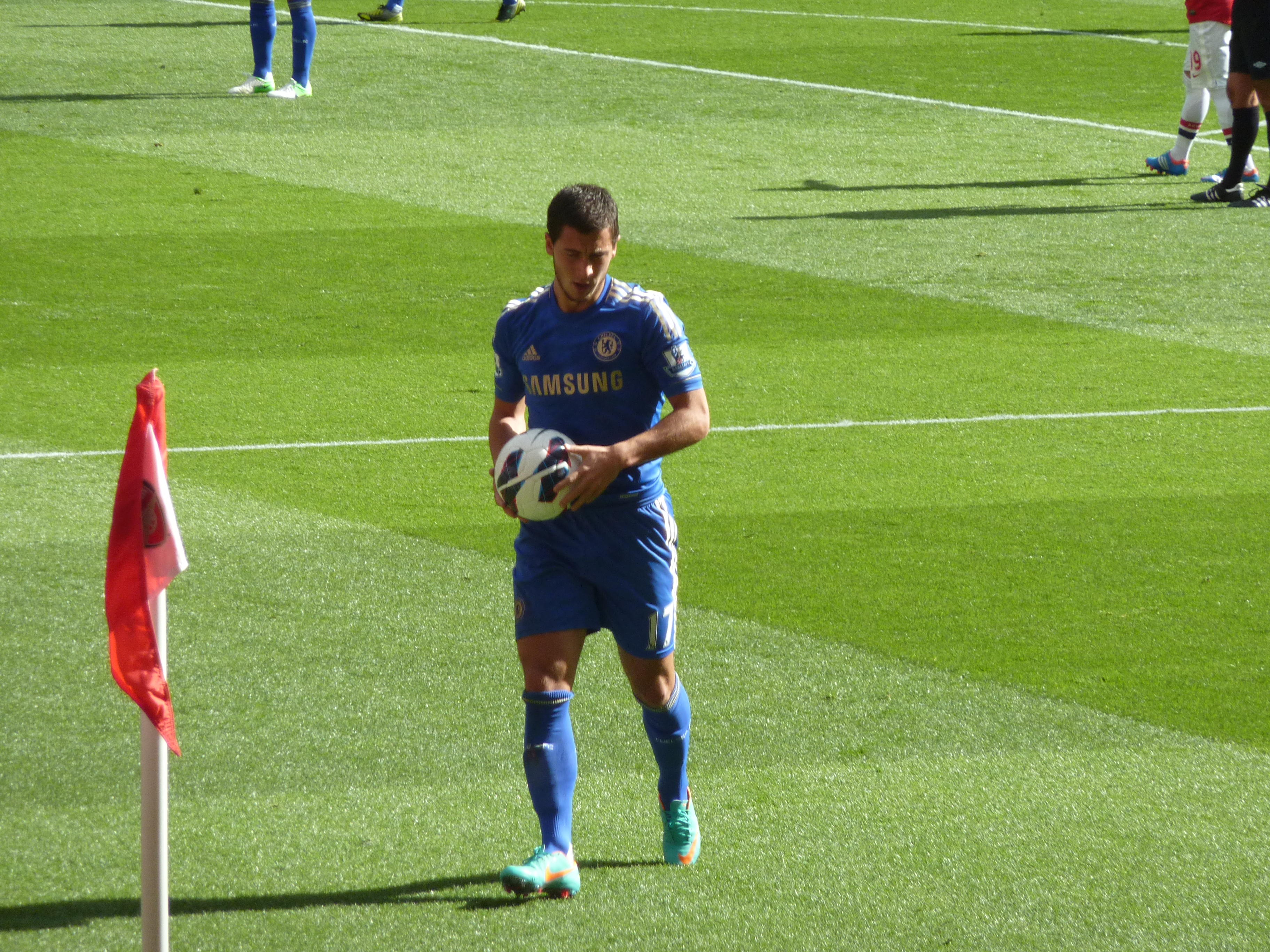
Eden Hazard vor einem Eckstoß gegen den FC Arsenal im September 2012

Sein Debüt gab er am 18. Juli in einem Vorbereitungsspiel gegen die Seattle Sounders, bei welchem er startete und ein Tor erzielen konnte. Der Trainer Roberto di Matteo setzte von Beginn an auf den teuren Neuzugang. Am 12. August bestritt Hazard sein Pflichtspieldebüt für den FC Chelsea, als er bei der 2:3-Niederlage im FA Community Shield 2012 gegen Manchester City von in der Startformation stand. In der Premier League debütierte er eine Woche später beim 2:0-Auswärtssieg gegen Wigan Athletic, bei dem er beide Treffer vorbereitete. Drei Tage später assistierte er beim 4:2-Heimsieg an der Stamford Bridge gegen den FC Reading drei Tore seiner Mannschaft. Sein erstes Tor erzielte er weitere drei Tage später beim 2:0-Heimsieg gegen Newcastle United per Elfmeter und legte außerdem erneut ein weiteres vor. Sein erstes Spiel für Chelsea in der UEFA Champions League 2012/13 bestritt er am 19. September beim 2:2-Unentschieden gegen Juventus Turin. Am 6. Oktober markierte er beim 4:1-Heimsieg gegen Norwich City sein zweites Saisontor. Mit seinem neuen Verein erlebte er einen starken Saisonstart und blieb in den ersten acht Ligaspielen ungeschlagen, von denen man sieben gewann. Eine überraschende 0:1-Auswärtsniederlage gegen Schachtar Donezk am 23. Oktober in der Champions League leitete den Wendepunkt der Formkurve Chelseas ein und man konnte in der Folge in einem Monat in sechs Pflichtspielen nur ein einziges gewinnen. Diese Negativserie bedeutete am 21. November, nach einer 0:3-Auswärtsniederlage gegen Juventus Turin, bereits das Ende Di Matteos, der in der Vorsaison noch die lang ersehnte Champions-League-Trophäe nach London holte.
Auch unter dem neuen Trainer Rafael Benítez war Hazard weiterhin in der Startformation gesetzt. Vorerst war jedoch keine Leistungssteigerung erkennbar. Man schied mit dem 3. Tabellenplatz aus der Champions League aus, durfte jedoch in der UEFA Europa League 2012/13 weiterspielen. Auch von den nächsten drei Ligaspielen konnte man keines gewinnen und fand erst Anfang Dezember wieder auf die Siegerstraße. Am 19. Dezember erzielte er im Ligapokalspiel gegen Leeds United beim 4:1-Auswärtssieg ein Tor und leistete eine Vorlage. Beim historischen 8:0-Heimsieg gegen Aston Villa vier Tage später machte er sein fünftes Saisontor. Mitte Januar 2013 traf er innerhalb von vier Tagen jeweils einmal gegen Stoke City und den FC Southampton.
Nachdem Chelsea das Hinspiel des League-Cup-Halbfinales zuhause mit 0:2 gegen Swansea City verloren hatte, schaffte es Chelsea im Rückspiel am 23. Januar nicht, das Ergebnis zu egalisieren. In einer hektischen Schlussphase ließ er sich beim Stand von 0:0 zu einer Tätlichkeit hinreißen. In der 80. Spielminute versuchte er einem Balljungen, welcher den Ball blockierte und so das Spiel verlangsamte, das Spielgerät aus der Hand zu entreißen und trat ihn auch, worauf dieser sich schmerzverzerrt am Boden wälzte. Hazard flog mit der glatt-roten Karte vom Platz und wurde von der FA daraufhin für drei Spiele gesperrt. Später entschuldigte Hazard sich im vereinsinternen Sender Chelsea TV in der Öffentlichkeit für sein Verhalten. Später wurde bekannt, dass es die Absicht des Balljungen gewesen war, Zeit zu schinden und so die Chelsea-Spieler zu provozieren.
Bereits im ersten Spiel nach Absitzen der Sperre, meldete er sich mit einem Tor und einer Vorlage beim 4:1-Heimsieg gegen Wigan Athletic zurück. Im Rückspiel des Sechzehntelfinales der Europa League gegen Sparta Prag erzielte er, nach seiner Einwechslung in der 92. Spielminute, den 1:1-Ausgleich, der seinem Verein nach dem 1-0-Heimsieg im Hinspiel zum Aufstieg ausreichte. Beim 2:0-Heimsieg gegen West Ham United am 17. März 2013 (30. Spieltag) traf er erneut und bereitete das 200. Tor Frank Lampard für Chelsea vor. Im Mai qualifizierte er sich mit seiner Mannschaft mit zwei Halbfinalsiegen gegen den FC Basel für das Finale der Europa League, wo man auf Benfica Lissabon treffen sollte. Dieses Endspiel verpasste er jedoch, da er sich im vorletzten Ligaspiel gegen Aston Villa eine Verletzung zuzog. Chelsea gewann dieses Spiel mit 2:1.
Hazard beendete die Saison mit neun Toren und 14 Vorlagen, welche er in 34 Ligaspielen sammeln konnte. Insgesamt kam er in 62 Pflichtspielen zum Einsatz.

#### Saison 2013/14

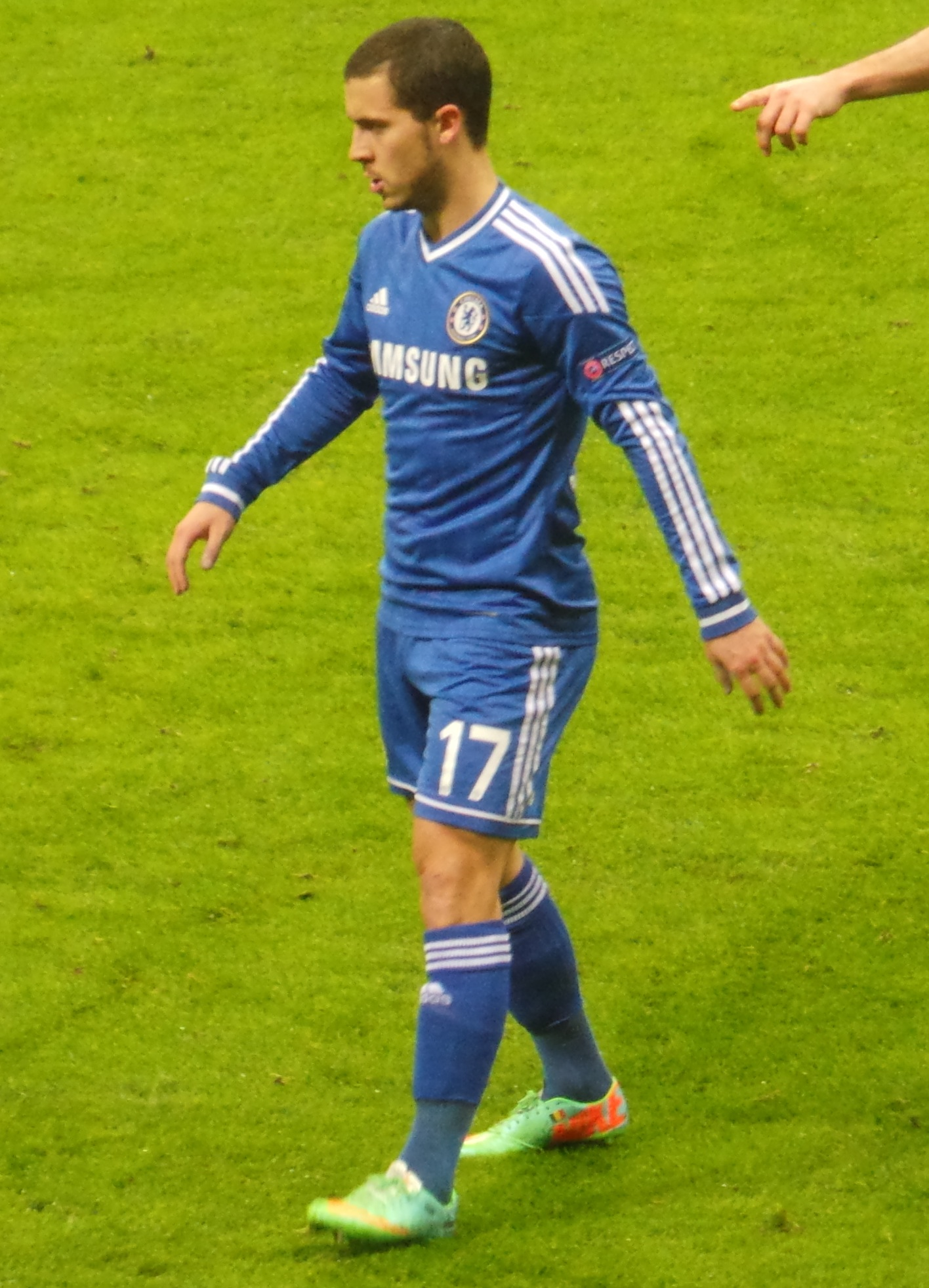
Eden Hazard in einem Champions-League-Spiel gegen Galatasaray Istanbul im Februar 2014

Unter dem neuen Trainer José Mourinho, welcher Chelsea bereits von Juni 2004 bis September 2007 betreute, begann die Saison 2013/14 mit einem 2:0-Heimsieg gegen Hull City in der Liga. Das erste wichtige Spiel, war am 30. August 2013 der UEFA Super Cup 2013 gegen den amtierenden Champions-League-Sieger Bayern München. Dort traf er in der Verlängerung zur zwischenzeitlichen 2:1-Führung, welche jedoch in der 121. Spielminute durch Javi Martínez ausgeglichen wurde. Das darauffolgende Elfmeterschießen ging letztendlich verloren. Sein erstes Saisontor gelang ihm am 6. Oktober (7. Spieltag) beim 3:1-Ligasieg gegen Norwich City an der Carrow Road. Am nächsten Spieltag beim 4:1-Sieg gegen Cardiff City an der heimischen Stamford Bridge erzielte er zwei Tore und lieferte einen Assist.
Die Gruppenphase der UEFA Champions League 2013/14 lief bedeutend besser, als in der Vorsaison. Beim 3:0-Auswärtssieg gegen den FC Schalke 04 traf er sein fünftes Mal in dieser Spielzeit. Im Oktober fand er sich außerdem erstmals auf der 23-Mann fassenden Liste zur Wahl des FIFA Ballon d’Or wieder. Am 4. Dezember traf er beim 4:3-Auswärtssieg gegen den AFC Sunderland doppelt und assistierte ein Tor. Trainer Mourinho äußerte später, dass dies Hazards beste Saisonleistung war. Beim Jahreswechsel 2013/14 traf er in vier Spielen dreimal und leistete eine Vorlage.
Am 8. Februar 2014 (25. Spieltag) erzielte er beim 3:0-Heimsieg gegen Newcastle United alle Tore seiner Mannschaft und markierte seinen ersten Hattrick in der Premier League. Beim prestigeträchtigen 4:0-Heimsieg gegen den Rivalen Tottenham Hotspur am 8. März, erzielte er bei einem Strafstoß sein 13. Ligator in dieser Saison. Auch beim historischen 6:0-Kantersieg gegen den verhassten Stadtrivalen FC Arsenal zwei Wochen später traf er erneut. Dieser Niederlage wurde zur höchsten des langjährigen Arsenal-Trainers Arsène Wenger und dies ausgerechnet in seinem tausendsten Pflichtspiel als Coach der Gunners. Fünf Tage später gewann Hazard die Auszeichnung des PFA Young Players of the Year und belegte bei der Wahl zum PFA Player of the Year den zweiten Platz hinter Liverpools Stürmer Luis Suárez.
In der Champions League scheiterte man im Halbfinale an Atlético Madrid, nachdem man das Rückspiel mit 1:3 verlor, woraufhin ihm José Mourinho fehlenden Einsatz in der Defensive vorwarf und ihm eine indirekte Schuld beim ersten Treffer zuschob. Im Mai 2014 wurde er vereinsintern zum Spieler der Saison gekürt. In 35 Ligaspielen hatte er in dieser Saison 14 Tore erzielt und neun weitere vorbereitet. Insgesamt war er in allen Wettbewerben in 49 Spielen zum Einsatz gekommen, in denen er 17-mal traf.

#### Saison 2014/15

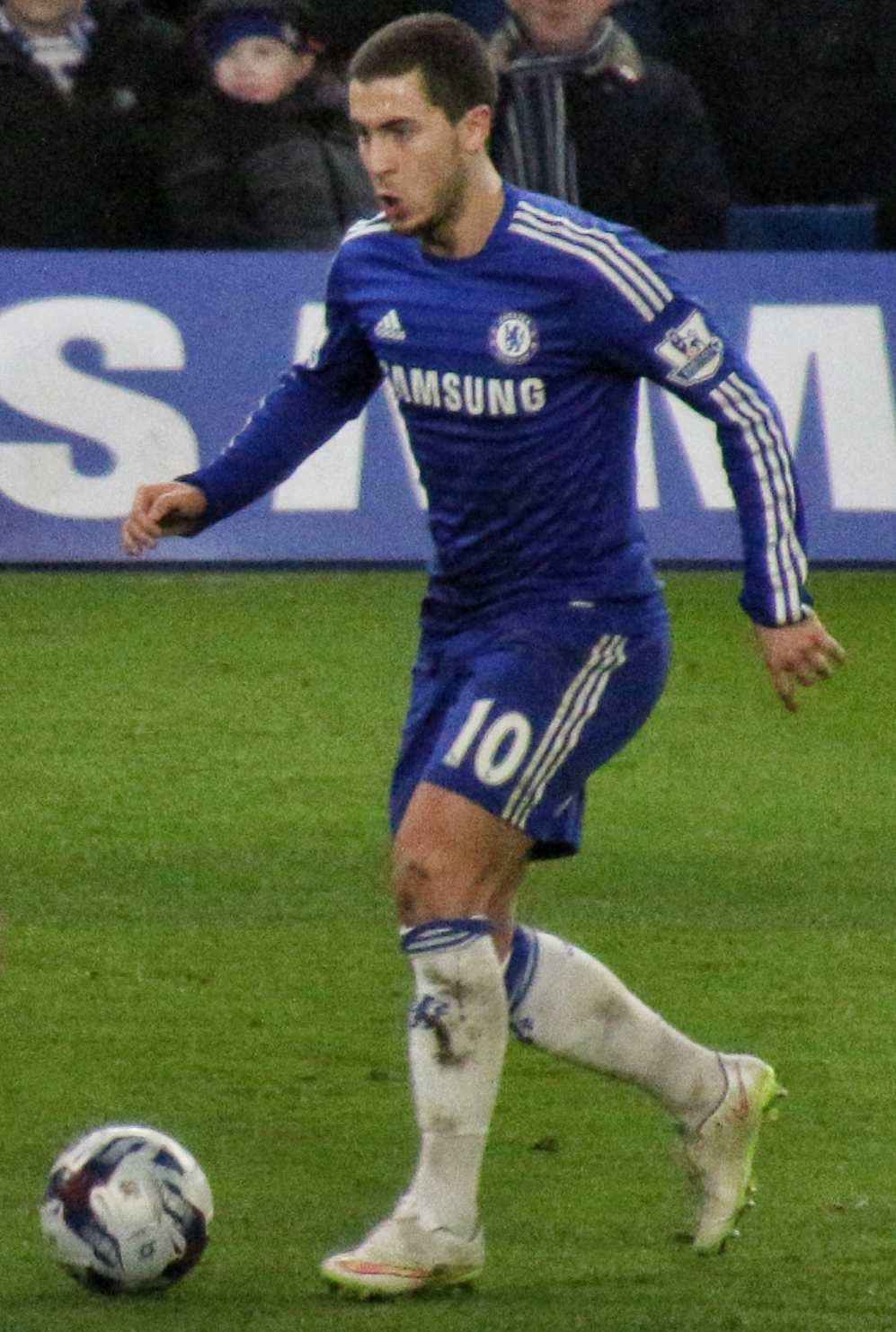
Eden Hazard in einem Ligacupspiel gegen den FC Liverpool im Januar 2015

In der nächsten Spielzeit 2014/15 übernahm Hazard die Trikotnummer 10, welche zuvor von Juan Mata bis zu dessen Abgang im Januar 2014 getragen wurde. Diese Saison begann für Hazard und Chelsea hervorragend. Nach einem komfortablen Sieg zum Saisonstart, erzielte er am 2. Spieltag beim 2:0-Heimsieg gegen Leicester City sein erstes Saisontor. Am 7. Spieltag traf er auch beim 2:0-Heimerfolg gegen den großen Rivalen FC Arsenal aus einem Elfmeter. Damit war er zu dieser Zeit in 16 von 16 getretenen Strafstößen in seiner Profikarriere in sämtlichen erfolgreich gewesen. Chelsea war zu dieser Zeit nun bereits seit zehn Pflichtspielen ungeschlagen und in der Premier League Tabellenführer. Am 21. Oktober traf er beim 6:0-Heimsieg im 3. Spiel der Gruppenphase der UEFA Champions League 2014/15 doppelt und gab eine Vorlage. Am 1. November erzielte er beim 2:1-Heimsieg gegen die Queens Park Rangers sein fünftes Saisontor. Zehn Tage später traf er beim 2:0-Heimsieg gegen Hull City zum ersten Mal in seiner Karriere mit dem Kopf.
Am 6. Dezember 2014 endete die 21 Pflichtspiele andauernde Serie an ungeschlagen Partien für den FC Chelsea, als man sich in der 15. Runde der Premier League bei Newcastle United mit 1:2 geschlagen geben musste. Dieser Lauf dauerte von Saisonbeginn am 18. August für 110 Tage an. In der Folge konnte Hazard in den nächsten fünf Ligaspielen drei Tore erzielen und drei vorbereiten. Am 12. Februar 2015 unterzeichnete er bei den Blues einen neuen Fünfeinhalbjahresvertrag. Am 1. März 2015 bestritt Hazard sein erstes Endspiel im Trikot Chelseas, als man im Finale des Ligacups 2014/15 auf den Londoner Stadtrivalen Tottenham Hotspur traf. Beim 2:0-Sieg im Wembley Stadium stand er in der Startformation und absolvierte das gesamte Spiel.
In der Champions League gewann man die Gruppenphase mit sechs Zählern Vorsprung vor dem Zweitplatzierten FC Schalke 04. Im Achtelfinale des Bewerbs traf man auf Paris Saint-Germain, gegen welche man nach zwei Spielen und einem Gesamtergebnis von 3:3 aufgrund der Auswärtstorregel ausschied. Hazard traf beim 2:2-Unentschieden im Rückspiel zuhause in der Verlängerung per Elfmeter. Die Premier-League-Saison blieb jedoch weiterhin kein Problem für die Mourinho-Truppe und Hazard stand im Mittelpunkt der hervorragenden Spielzeit. Mehrere Größen des Fußballs, unter anderem Thierry Henry, langjähriger Spieler des Rivalen FC Arsenal und sein Trainer José Mourinho, machten ihn als besten Spieler Chelseas und der Liga aus. Letzterer betitelte ihn als einen der besten drei Spieler der Welt. Beim 2:1-Heimsieg gegen Stoke City am 4. April (31. Spieltag) erzielte er einen Treffer und bereitete einen weiteren vor. Auch beim wichtigen 1:0-Heimsieg gegen den Verfolger Manchester United konnte er nach einem traumhaften Zuspiels Oscars wieder treffen.
Am 26. April wurde er schließlich zum PFA Player of the Year gekürt und damit zum besten Spieler der Premier League in der Spielzeit 2014/15. Eine Woche später erzielte er den einzigen Treffer des Tages im Ligaspiel gegen Crystal Palace und damit war die Meisterschaft zugunsten der Westlondoner entschieden, die damit das Double einheimsten konnten. Am 26. Mai 2015 wurde er vereinsintern zum zweiten Mal in Folge zum besten Spieler des Jahres ausgezeichnet und wurde nach Juan Mata, Frank Lampard, Ray Wilkins, und John Hollins der fünfte Spieler, dem dies gelang. Die Saison beendete er mit 19 Pflichtspieltoren, davon 14 in der Liga, und 13 Vorlagen in 52 Einsätzen.

#### Saison 2015/16

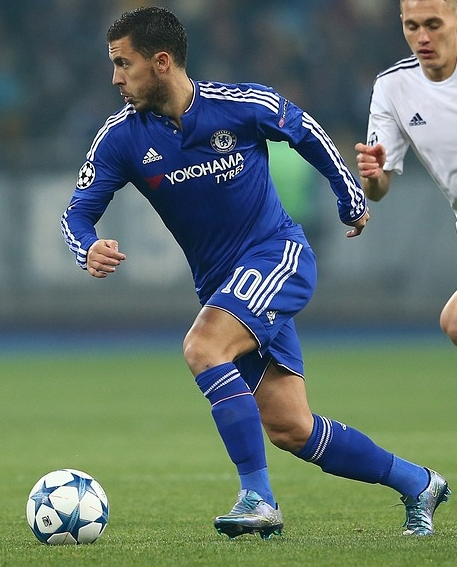
Eden Hazard in einem Champions-League-Spiel gegen Dynamo Kiew Oktober 2015

Die Saison 2015/16 begann für das erfolgsverwöhnte Chelsea miserabel und auch der bis dahin immer weiter emporsteigende Eden Hazard wurde davon stark gebremst. Das erste Spiel der Saison, der FA Community Shield 2015 gegen den FC Arsenal, ging mit 0:1 verloren. Der sonst so sichere Elferschütze Hazard scheiterte erst beim soliden 4:0-Heimsieg im Gruppenspiel der UEFA Champions League 2015/16 gegen den israelischen Meister Maccabi Tel Aviv vom Punkt und anschließend auch im Ligapokalspiel gegen Stoke City als einziger im Elfmeterschießen. In den ersten 12 Ligaspielen verlor man die Hälfte und konnte nur vier gewinnen, dementsprechend früh in der Spielzeit waren die Konkurrenten im Meisterrennen dem schwächelnden Titelverteidiger enteilt. Chelsea befand sich im hinteren Mittelfeld und war nicht weit von den Abstiegsplätzen entfernt. Nachdem man mit neun Niederlagen in 16 Ligaspielen in ernsthafte Abstiegssorgen geraten war, trennte sich der Verein am 17. Dezember 2015 einvernehmlich vom Erfolgstrainer Mourinho. Als Nachfolger wurde der erfahrene Niederländer Guus Hiddink installiert, welcher die Blues wieder in sichere Tabellenregionen bringen sollte. Hazard konnte die gesamte Hinrunde über kein einziges Tor erzielen und konnte obendrein auch nur bei drei Treffern als Vorbereiter in Erscheinung treten.
Am 31. Januar beendete Eden Hazard beim 5:1-Auswärtssieg gegen Milton Keynes Dons in der 4. Runde des FA Cups 2015/16 seine inzwischen 2.538 Minuten andauernde Torflaute, als er in der 55. Spielminute per Elfmeter traf. Auch in der 5. Runde beim überlegenen 5:1-Heimsieg gegen Manchester City traf er erneut und bereitete zwei Treffer vor. In dieser Spielzeit musste er außerdem erstmals aufgrund von Blessuren und Hüftproblemen für insgesamt eineinhalb Monate pausieren. Die Hüftprobleme verhinderten auch einen Auftritt von ihm im Viertelfinale des FA Cups gegen den FC Everton Mitte März, als ausgerechnet der ehemalige Chelsea-Spieler und Landsmann Hazards Romelu Lukaku seinen neuen Verein mit zwei Toren ins Halbfinale beförderte. In der Champions League sicherte man sich noch unter Mourinho als Gruppensieger den Einzug ins Achtelfinale, wo man wie im Vorjahr auf Paris Saint-Germain traf. Dieses Spiel war für Hazard insofern prekär, da er im Februar desselben Jahres in den Medien äußerte, zu einem Wechsel zum französischen Spitzenverein nur schwer nein sagen zu können. Im März 2016 scheiterte man erneut an PSG, nachdem man beide Spiele mit 1:2 verlor.
Am 23. April traf er beim 4:1-Auswärtssieg gegen den AFC Bournemouth doppelt und erzielte damit am 35. Spieltag seine ersten beiden Ligatore in der Saison. Am 2. Mai entschied er mit seinem Treffer zum entscheidenden 2:2-Ausgleich im Heimspiel gegen Tottenham Hotspur die Meisterschaft zugunsten Leicester Citys, die nach einem Punktgewinn bei Manchester United nun uneinholbar in Führung lagen. Am 11. Mai markierte er beim 1:1-Unentschieden gegen den FC Liverpool seinen vierten Ligatreffer.
Im Vergleich zu seinen 24 in der vorherigen Saison gelangen Hazard in dieser Saison nur 8 Scorerpunkte in der Liga. Mit Chelsea beendete er die Spielzeit auf dem 10. Tabellenrang, mit welchem man sich nicht für die internationalen Bewerbe qualifizieren konnte.

#### Saison 2016/17

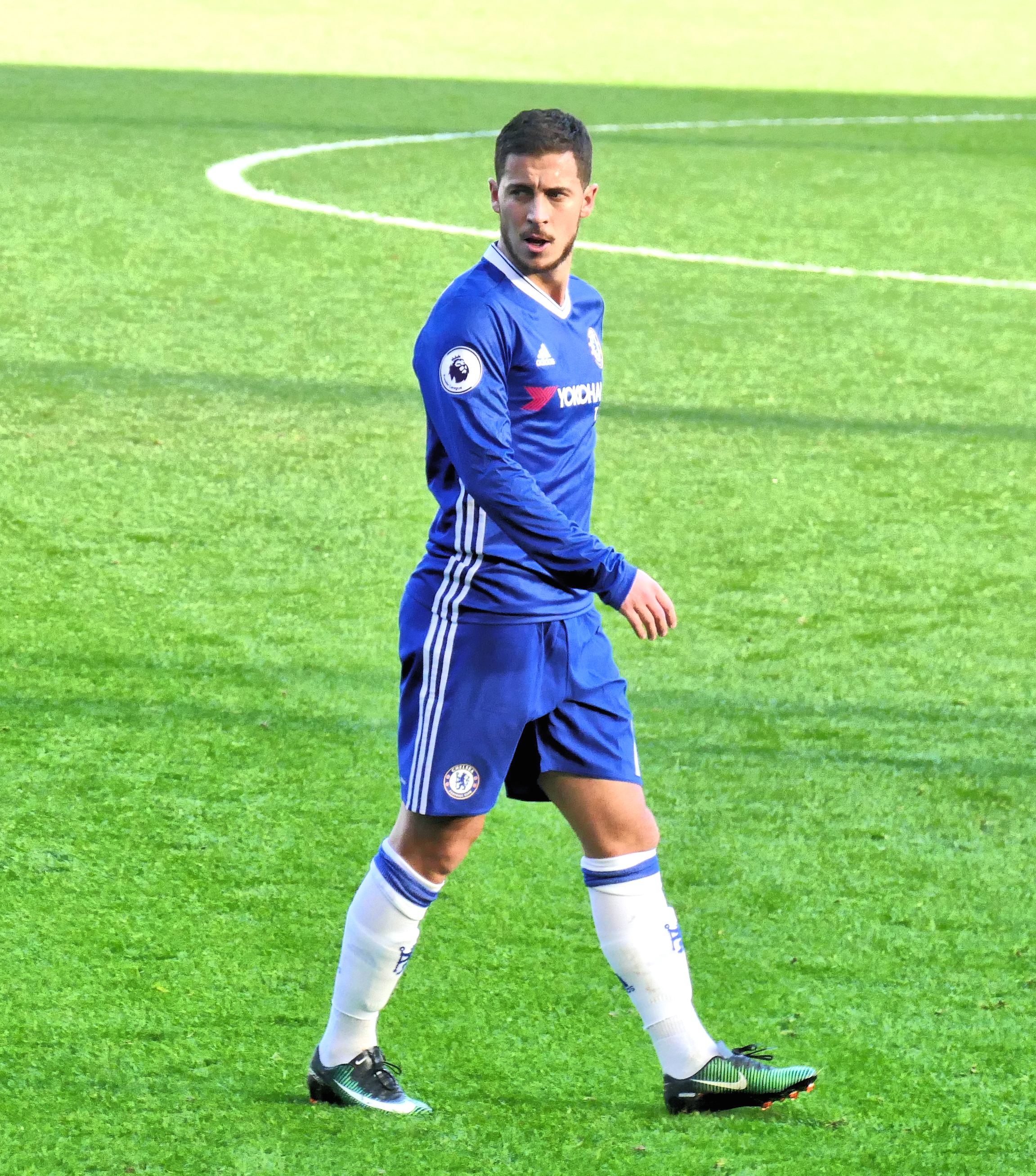
Eden Hazard in einem Ligaspiel gegen West Bromwich Albion im Dezember 2016

Am 15. August 2016 erzielte Hazard beim 2:1-Heimsieg im Ligaauftakt gegen West Ham United das erste Tor seiner Mannschaft in der neuen Saison 2016/17. Bereits am 3. Spieltag traf er beim 3:0-Heimsieg an der Bridge gegen den FC Burnley erneut. Unter dem neuen Trainer Antonio Conte fand Hazard alsbald seine Spielqualitäten aus den vorigen Saisons wieder und auch die Mannschaft profitierte vom neuen Spielstil des Italiers, welcher die flexible 5-2-3-Formation in England etablierte. Am 15. Oktober (8. Spieltag) markierte beim 3:0-Heimsieg gegen den Titelverteidiger Leicester City seinen dritten Saisontreffer und erhöhte seine Ausbeute vier Tage später beim komfortablen 4:0 gegen den Konkurrenten Manchester United um ein weiteres Tor. Eine Woche setzte er seinen Lauf fort, als er beim 2:0-Auswärtssieg gegen den FC Southampton netzte und ein Tor vorbereitete.
Am Wochenende darauf erzielte er beim 5:0-Heimsieg gegen den FC Everton einen Doppelpack und war nun bereits in den letzten vier Ligaspielen in jedem erfolgreich. Chelsea baute in diesem Spiel seine Siegesserie auf fünf aus und es war kein Ende in Sicht. Hazard erhielt für seine herausragenden Leistungen im Oktober die Auszeichnung zum Spieler dieses Monats. Am 3. Dezember (14. Spieltag) feierte man einen beeindruckenden 3:1-Auswärtssieg in Manchester Citys Etihad Stadium, bei dem er sein achtes Saisontor erzielen konnte. Am 18. Spieltag traf er beim 3:0-Heimsieg gegen den AFC Bournemouth sein 50. Mal in der Premier League und sein Verein baute den Lauf auf 12 Siege in Serie aus, ein klubinterner Rekord. Unlängst war man dabei auch auf den 1. Tabellenplatz vorgestoßen. Nachdem man den Rekord noch auf 13 Siege ausbauen konnte, riss die Serie am 4. Januar 2017 mit der 0:2-Auswärtsniederlage gegen Tottenham Hotspur. Contes Chelsea fand aber sofort nach der Niederlage wieder zurück auf die Siegerstraße und mit wichtigen Toren gegen den FC Arsenal und West Ham United sicherte Hazard seiner Mannschaft wichtige Punkte. Am 5. April (31. Spieltag) schoss er Chelsea im Spitzenspiel gegen Manchester City mit zwei Toren zum Sieg und auch beim 3:1-Auswärtssieg gegen den AFC Bournemouth drei Tage später, konnte er wieder treffen. Chelsea stand sechs Spiele vor Saisonende mit sieben Punkten vor Tottenham an der Tabellenspitze.
Gegen die Spurs musste Chelsea auch im Halbfinale des FA Cups 2016/17 zuhause ran. Hazard kam in diesem Spiel in der 61. Spielminute beim Stand von 2:2-Unentschieden in die Partie und entschied die Partie dann zu Gunsten seiner Mannschaft mit einem Tor und einer Vorlage. In der Liga ließ man mit sechs Siegen in den verbleibenden sieben Spielen nichts mehr anbrennen und sicherte sich bereits zwei Spiele vor dem Ende die Meisterschaft mit einem 1:0-Auswärtssieg gegen West Bromwich Albion. Das Endspiel des FA Cups verlor man am 27. Mai mit 1:2 gegen den FC Arsenal.
Bei der Wahl zum Spieler des Jahres in der Premier League musste er in dieser Spielzeit seinem Teamkollegen N’Golo Kanté den Vortritt lassen. Hazard beendete die Saison mit 16 Toren und fünf Vorlagen, welche er in 36 Ligaspielen sammeln konnte.

#### Saison 2017/18

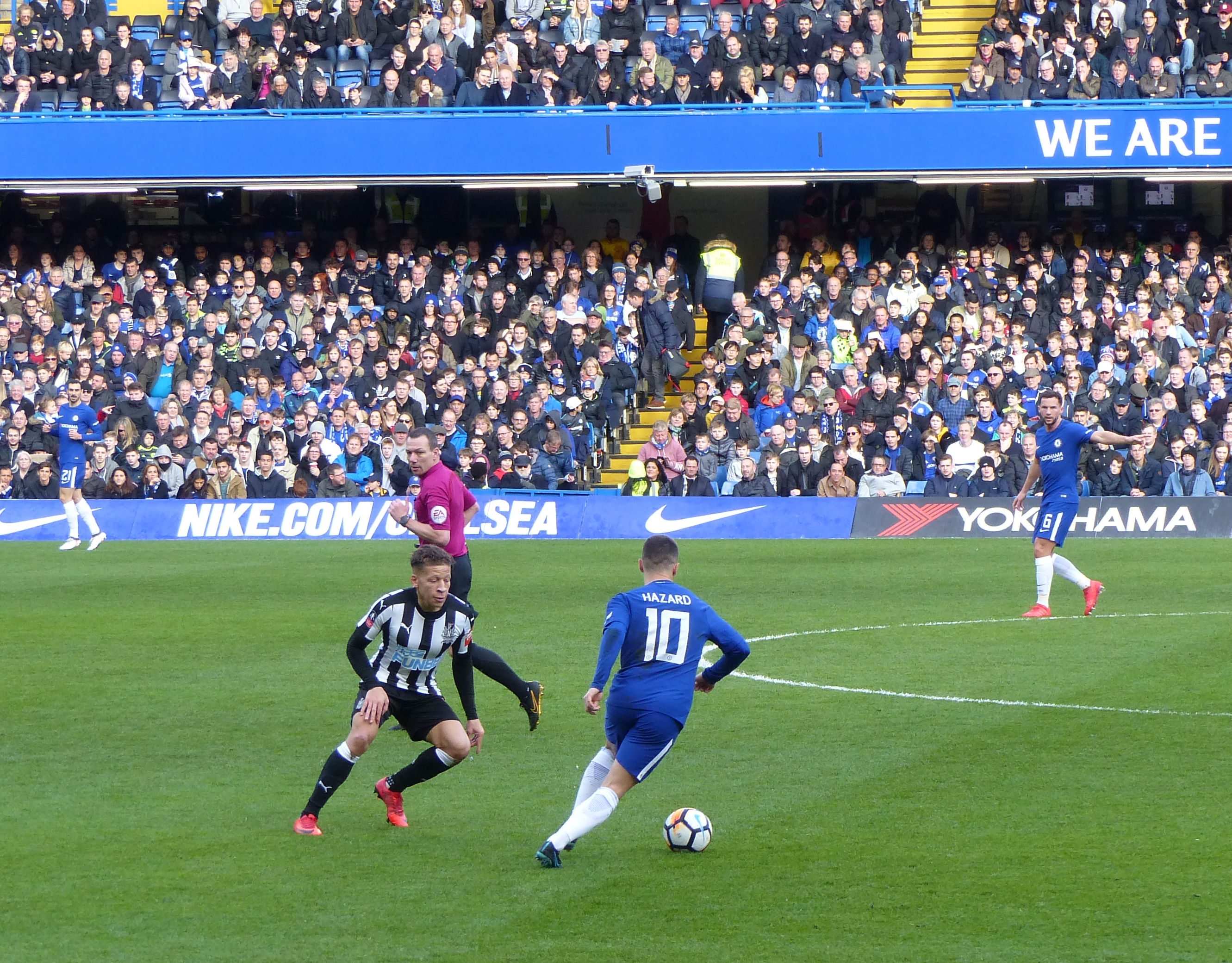
Eden Hazard bei einem Ligaspiel gegen Newcastle United im Januar 2018

Im Training der belgischen Nationalmannschaft zog sich Eden Hazard am Sommerbeginn 2017 einen Knöchelbruch zu, welche ihn mehrere Wochen außer Gefecht setzte. Diese Verletzung ließ ihn die gesamte Saisonvorbereitung, den Ligaauftakt und den FA Community Shield 2015 verpassen. Letzterer ging mit 2:5 im Elfmeterschießen gegen den FC Arsenal verloren. Hazard und Chelsea schafften es in dieser Saison 2017/18 nicht, den Glanz und die Dominanz der vorigen Spielzeit zu finden, hielten sich jedoch in den internationalen Plätzen und stürzten nicht ab, wie in der Saison 2015/16. Sein erstes Saisontor gelang ihm am 28. Oktober (10. Spieltag), als er beim 1:0-Auswärtssieg gegen den AFC Bournemouth das Tor des Tages erzielte. Beim 4:0-Auswärtssieg gegen West Bromwich Albion traf er drei Wochen später doppelt. Am 15. Spieltag netzte er beim 3:1 zuhause gegen Newcastle United erneut zweimal. Am 20. Januar 2018 markierte er beim 4:0-Heimsieg gegen Brighton & Hove Albion seinen dritten Doppelpack in dieser Spielzeit und er hatte nun bereits 100. Karrieretore erzielt. Sowohl bei der überraschenden 1:4-Auswärtspleite gegen den FC Watford, als auch beim 3:0-Heimsieg gegen West Bromwich konnte er in der Folge wieder treffen. Seine Tore konnten den schwachen Start ins Jahr 2017 jedoch nicht ausbügeln. In den elf Ligaspielen seit Jahresbeginn konnte man nur drei gewinnen und verlor fünf. Dementsprechend verlor Chelsea den Anschluss im Meisterrennen, verblieb jedoch in den Top 6.
Die Gruppenphase der UEFA Champions League 2017/18 beendete man nach Schwierigkeiten auf dem 2. Platz hinter der AS Rom. Erneut scheiterte man jedoch im Achtelfinale. Diesmal jedoch nicht an Paris Saint-Germain, wie in den vergangenen zwei Teilnahmen, sondern am FC Barcelona. Die Liga beendete man schließlich auf dem 5. Rang. Die einzige Chance auf einen Titel bot sich im FA Cup 2017/18, in welchem man wie im Vorjahr das Endspiel erreichte. Am 19. Mai 2018 versenkte Hazard im Finale gegen Manchester United in der ersten Halbzeit einen Strafstoß, welcher das einzige Tor des Tages blieb. Damit vollendete Hazard seine Sammlung an nationalen Titeln, da er bereits in den Vorjahren die Meisterschaft und den League Cup erringen konnte.
Hazard kam in der Saison 2017/18 wettbewerbsübergreifend in 52 Partien zum Einsatz, in denen er 17 Tore erzielen konnte und bei 13 weiteren assistieren konnte.

#### Saison 2018/19

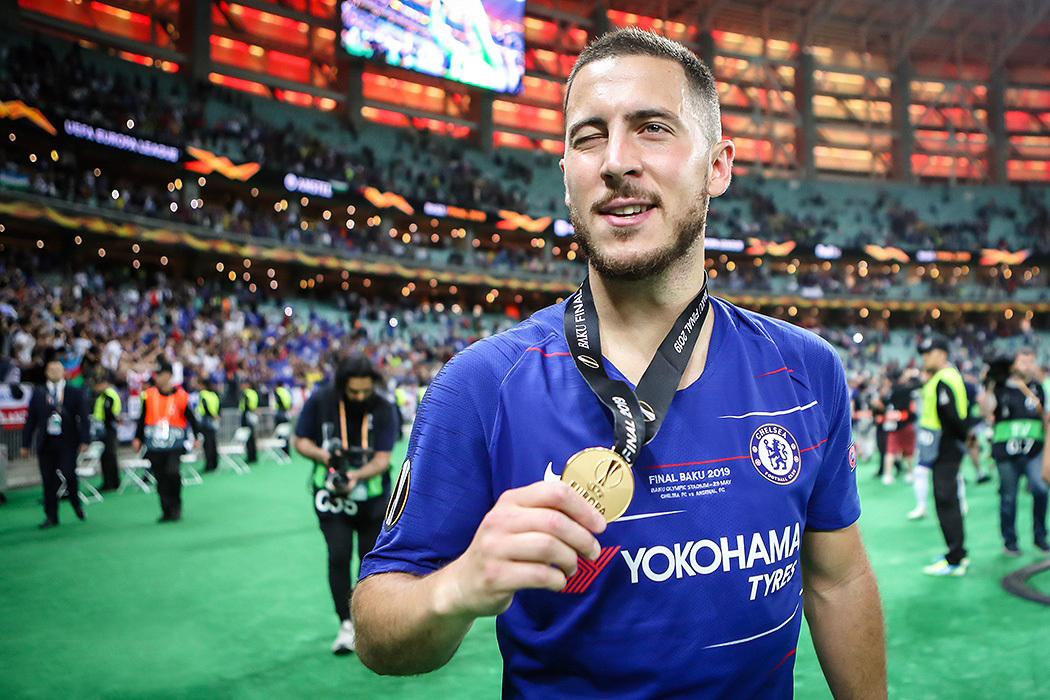
Eden Hazard nach dem Gewinn der UEFA Europa League 2018/19 im Mai 2019

Nachdem man in der vorigen Saison die Erwartungen nicht erfüllen konnte, kam es bei Chelsea erneut zu personellen Umstrukturierungen, bei denen während der Saisonvorbereitung 2018/19 der Meistertrainer Antonio Conte entlassen und durch den bisherigen Trainer des SSC Neapel, Maurizio Sarri, ersetzt wurde. Der FA Community Shield 2018 ging jedoch auch unter dem neuen Trainer bereits zum fünften Mal in Serie verloren, diesmal in Abwesenheit Hazards gegen Manchester City. In der Liga gelang den Blues jedoch ein hervorragender Start und Hazard entwickelte sich endgültig zum Superstar in England. Die ersten fünf Ligaspiele konnten allesamt gewonnen werden und er scorte in jedem. Am 5. Spieltag erzielte er beim 4:1-Heimsieg gegen Cardiff City einen Dreierpack und hatte zu diesem Zeitpunkt bereits fünf Saisontore am Konto. In der 3. Runde des EFL Cups 2018/19 gegen den FC Liverpool erzielte er in der 85. Spielminute den entscheidenden Treffer zum 2:1-Endstand. Beim 1:1-Unentschieden gegen den FC Liverpool in der Liga drei Tage später traf der Belgier erneut. Auch beim 3:0-Auswärtssieg gegen den FC Southampton eine Woche später netzte er und bereitete außerdem ein Tor Álvaro Moratas vor.
Die Serie an ungeschlagenen Spielen hielt 18 Pflichtspiele an, bis man am 24. November (13. Spieltag) auswärts gegen Tottenham Hotspur die erste Saisonniederlage kassierte. Hazard trat daraufhin auch als Torvorbereiter in Erscheinung und assistierte in den nächsten vier Ligaspielen insgesamt fünf Tore seiner Mannschaft. Am Boxing Day 2018 traf er beim 2:1-Auswärtssieg gegen den FC Watford doppelt. In diesem Spiel machte er in seinem 322. Pflichtspieleinsatz sein 100. Tor für die Blues. Am 24. Januar traf er im Rückspiel des Halbfinales des EFL Cups gegen Tottenham Hotspur. Dieses Spiel wurde im Elfmeterschießen gewonnen und Hazard musste als standardmäßig fünfter Schütze seines Teams seinen Strafstoß nicht mehr treten, da bereits zuvor zwei Spieler der Spurs bei ihren Versuchen gescheitert waren. Das Finale verlor man letztendlich gegen Manchester City, in welchem man erneut ins Elferschießen musste. In der Liga bewegte man sich zu dieser Zeit in den internationalen Rängen und in der UEFA Europa League 2018/19 überstand man die Gruppenphase nahezu makellos, in der Hazard lediglich in drei Spielen zum Einsatz kam. Auch im Sechzehntelfinale gegen Malmö FF und im Achtelfinale gegen Dynamo Kiew war man auf ihn nicht angewiesen und „spazierte“ ins Viertelfinale.
Am 3. April 2019 traf er beim 3:0-Heimsieg gegen Brighton & Hove Albion und bereitete ein weiteres Tor vor. Trotz eines schwachen Saisonendes, in welchem man in den letzten fünf Ligaspielen nur sechs Punkte holen konnte, erreichte man den dritten Tabellenplatz. Dieser ermöglicht Chelsea eine Teilnahme an der UEFA Champions League 2019/20.
Nachdem man im Viertelfinale der Europa League Slavia Prag mit zwei Siegen ausschalten konnte, traf man im Halbfinale des Wettbewerbs auf Eintracht Frankfurt. Nachdem man im Hinspiel auswärts nicht über ein 1:1-Unentschieden hinauskam, schaffte man es auch im Rückspiel in der heimischen Stamford Bridge nach der regulären Spielzeit nicht das Spiel zu gewinnen. Das Spiel endete erneut 1:1 und auch in der Verlängerung konnte keine Mannschaft ein Tor erzielen, welches ein Elfmeterschießen verhindert hätte. Im Elferschießen trat Hazard als fünfter Schütze seines Teams an und versenkte den Elfmeter, womit Chelsea das Endspiel erreichte. Beim 4:1-Sieg im Finale am 29. Mai im Nationalstadion Baku lieferte er ein herausragendes Spiel ab und trug seine Mannschaft mit zwei Toren und einer Vorlage zum Titel. Hazard deutete nach dem Spiel an, dass es sein letztes im Trikot Chelseas gewesen sei, da er zu dieser Zeit einen Wechsel zu Real Madrid plante. Es sollte in der Tat sein letztes Spiel für Chelsea gewesen sein.
Seine letzte Saison im Trikot der Blues war auf Statistiken basierend beste Spielzeit. In 52 Pflichtspieleinsätzen erzielte er 21 Tore und bereitete 17 vor. Insgesamt spielte er sieben Jahre für den FC Chelsea, für welchen er in 352 Pflichtspielen zum Einsatz kam und 110 Tore erzielte.

### Real Madrid (2019 bis 2023)
Am 7. Juni 2019 wurde der Transfer Eden Hazards zum spanischen Spitzenverein Real Madrid beidseitig bestätigt, wo er einen Fünfjahresvertrag mit einer Laufzeit bis zum 30. Juni 2024 unterzeichnete und ein jährliches Salär in Höhe von 15 Millionen Euro netto erhalten soll. Dieser Wechsel beendete die monatelangen und teils gar jahrelangen Medienspekulationen, die Hazard in seiner Zeit beim FC Chelsea immer wieder mit dem La-Liga-Klub in Verbindung brachten. Die Spanier bezahlten für die Dienste des Flügelspielers eine Ablösesumme in Höhe von 100 Millionen Euro, welche sich durch zukünftige Bonuszahlungen auf 130 Millionen Euro erhöhen kann und er wurde damit zu einem der teuersten Transfers der Fußballgeschichte. Hazard wurde vor über 50.000 Anhängern im Estadio Santiago Bernabéu präsentiert und erhielt später die prestigeträchtige Trikotnummer 7 von Mariano, welche zuvor auch Vereinsgrößen wie Cristiano Ronaldo, Rául und Emilio Butragueño getragen hatten.

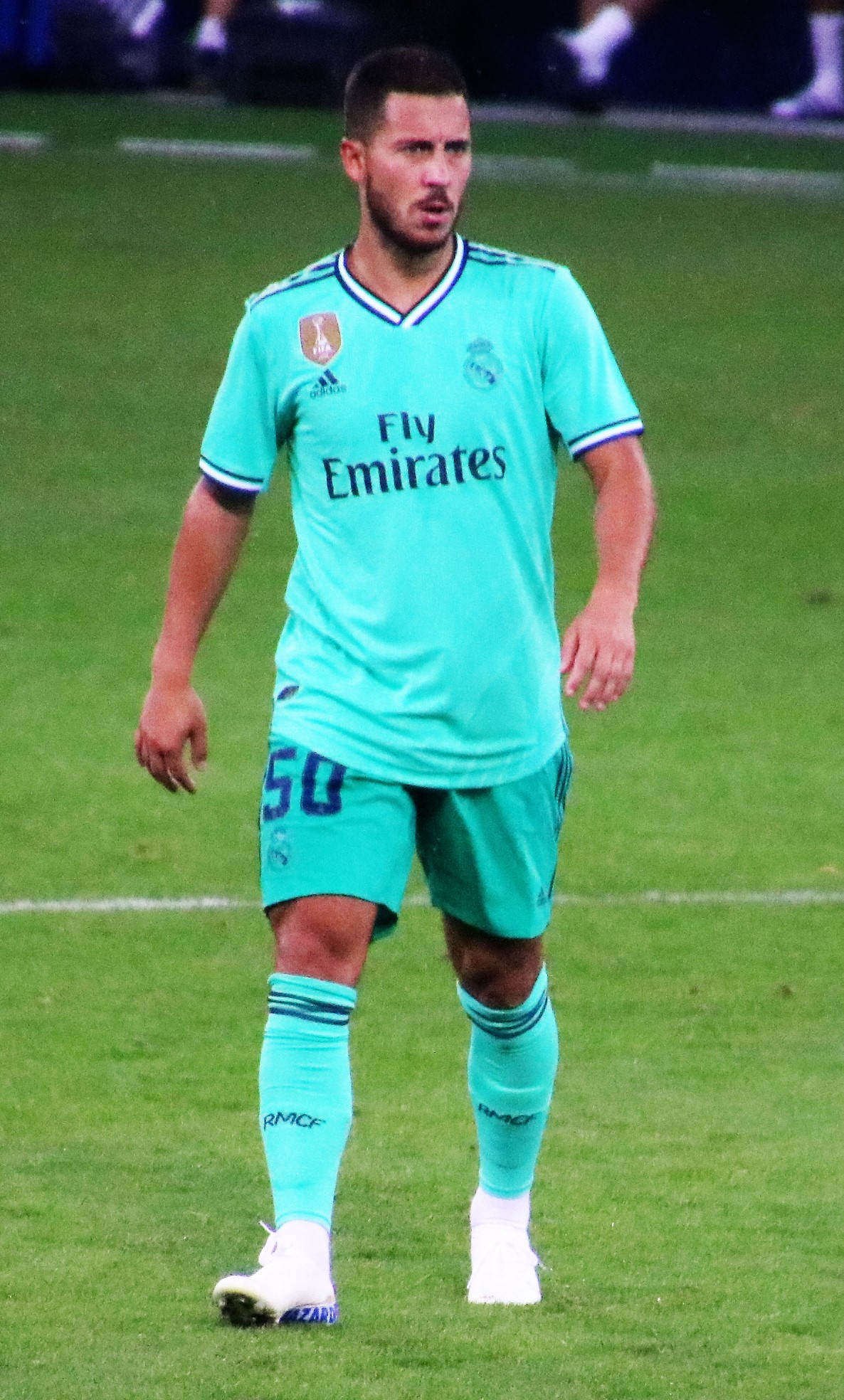
Eden Hazard in einem Testspiel gegen den FC Red Bull Salzburg im August 2019

Am 21. Juli 2019 gab Eden Hazard in einem Vorbereitungsspiel gegen den FC Bayern München in Houston sein Debüt für Real Madrid. Während der Vorbereitungszeit erzielte er beim 1:0-Sieg gegen den FC Red Bull Salzburg den ersten Treffer für seinen neuen Arbeitgeber. In den ersten Wochen präsentierte er sich deutlich fülliger und geriet damit bereits erstmals in öffentliche Kritik, obwohl ihm der Masseaufbau im Urlaub bereits in seiner Zeit beim FC Chelsea häufiger vorgeworfen wurde. Hazard sollte später bestätigen, dass er mit sieben Kilogramm Übergewicht nach Madrid kam. Die ersten Saisonspiele verpasste er aufgrund einer Verletzung an der vorderen Oberschenkelmuskulatur (genauer am Musculus rectus femoris). Sein Debüt bestritt er letztlich am 14. September 2019 (4. Spieltag) beim 3:2-Heimsieg gegen die UD Levante, als er in der 60. Spielminute Casemiro ersetzte. Sein erstes Tor gelang ihm am 5. Oktober (8. Spieltag) beim 4:2-Heimsieg gegen den FC Granada, bei dem er auch einen weiteren Treffer der Königlichen vorbereiten konnte. Trotz dieses Treffers wurde Hazard in den Medien sowie von Real-Anhängern für seinen schlechten Saisonstart kritisiert. Bereits am 26. November 2019 verletzte sich der Belgier erneut, als er beim 2:2-Unentschieden im Champions-League-Spiel gegen Paris Saint-Germain von seinem Landsmann Thomas Meunier gefoult wurde. Vorerst war von einer Prellung am Fußgelenk die Rede, wobei seine Ausfallzeit zehn Tage andauern sollte. Anfang Dezember 2019 wurde jedoch bekanntgegeben, dass Hazard an einem Mikrobruch im rechten Knöchel leide und bis Februar 2020 pausieren müsste. Er verpasste bis zu seiner Rückkehr 16 Pflichtspiele, dabei unter anderem den ersten Clásico der Saison 2019/20 und den Sieg seiner Mannschaft bei der Supercopa de España 2019. Er absolvierte nur zwei Ligaspiele, bis er sich bei der 0:1-Auswärtsniederlage gegen die UD Levante am 22. Februar 2020 (25. Spieltag) den Knöchel brach und erneut für zwei Monate verletzt ausfiel. Bis zur Zwangspause aufgrund der Covid-19-Pandemie war er deshalb nur in 15 der 39 Pflichtspiele Real Madrids im Einsatz und dabei nur in vier über die volle Distanz der Partie. Insgesamt gelang ihm dabei nur ein Torerfolg, er bereitete aber fünf Treffer vor.
Verletzungsbedingt wurde sein Vertrag zum Ende der Saison 2022/23 aufgelöst. Anfang Oktober 2023 beendete Hazard schließlich seine Karriere.

## Nationalmannschaft

### Junioren (2006 bis 2008)
Hazard durchlief diverse belgische Jugendnationalmannschaften, beginnend mit der U15 für die er fünf Einsätze absolvierte und ein Tor erzielte. Seit September 2006 spielte er dann in der belgischen U-16-Nationalmannschaft für die er in zwei Monaten vier Spiele bestritt. Am 3. Oktober 2006 erzielte er beim 3:2-Testspielsieg seine einzigen zwei Treffer in dieser Juniorenauswahl. Danach begann er in der U-17-Auswahl zu spielen, für die er am 27. Oktober bei der 1:6-Niederlage gegen Spanien debütierte. Er nahm der U-17-Europameisterschaft 2007, welche in Belgien ausgetragen wurde, teil. Dort erzielte er bereits im ersten Gruppenspiel beim 2:2-Unentschieden gegen die Niederlande am 2. Mai 2007 seinen ersten Länderspieltreffer. Bei der 1:2-Auswärtsniederlage im freundschaftlichen Testspiel gegen die Französische Auswahl erzielte er am 10. August sein zweites Länderspieltor. Beim Turnier zeigte Hazard starke Leistungen und machte erstmals eine breite Öffentlichkeit auf sich aufmerksam. Mit Belgien schied er im Halbfinale in der Verlängerung gegen Spanien aus, man qualifizierte sich jedoch für die U-17-Weltmeisterschaft 2007 in Südkorea. Dort kam er in allen drei Spielen der Gruppenphase zum Einsatz, in der für die Belgier als Gruppenletzter bereits Schluss war.
Obwohl er nach dem Turnier noch insgesamt vier Spiele für die U17 absolvierte, war er parallel dazu bereits auch für die U19 im Einsatz. Sein Debüt bestritt er am 12. Oktober 2007 beim 4:0-Auswärtssieg gegen Rumänien in der Qualifikation zur U-19 Europameisterschaft 2008. Sein erstes Tor erzielte er beim 5:0-Auswärtssieg in der Qualifikation zur U-19-Europameisterschaft 2009 gegen Estland am 7. Oktober 2008. Danach erzielte er in den nächsten fünf Länderspielen sechs Tore und traf in jedem einzelnen. Nachdem man sich für dieses Turnier nicht qualifizieren konnte und Hazard beim OSC Lille bereits in den Fokus der A-Auswahl gespielt hatte, kam Hazard in keiner Juniorennationalmannschaft mehr zum Einsatz. Für die U17 hatte er in zwei Jahren in 17 Spielen auf dem Platz gestanden, in denen er zweimal treffen konnte und in der U19 netzte er in 11 Einsätzen bereits sechsmal.

### Herren (2008 bis 2022)

#### Anfänge
Anlässlich eines Freundschaftsspiels gegen Luxemburg wurde Eden Hazard am 18. November 2008 erstmals von Trainer René Vandereycken für die belgische Nationalmannschaft nominiert. Sein Debüt gab er einen Tag später im Alter von 17 Jahren und 316 Tagen, als er beim 1:1 in der 67. Spielminute für Wesley Sonck eingewechselt wurde. Nach drei weiteren Kurzeinsätzen wurde er bei der 1:3-Niederlage im Testspiel gegen Tschechien am 12. August 2009 erstmals von Interimstrainer Franky Vercauteren von Beginn an eingesetzt. Nach Vercauterens Abschied entwickelte Hazard sich unter dem Niederländer Dick Advocaat zum Stammspieler. Am 14. November 2009 spielte er erstmals eine komplette Partie und bereitete zwei Treffer Belgiens beim 3:0-Heimsieg gegen Ungarn vor.
Im Mai 2010 wurde Advocaat durch Georges Leekens ersetzt, in eineinhalb Jahren Hazards vierter Trainer in der Nationalmannschaft. Unter dem neuen Übungsleiter behielt er die ersten drei Spiele seinen Platz in der Startformation, wurde danach aber in den nächsten Spielen hauptsächlich als Einwechselspieler eingesetzt. Leekens begründete diesen Schritt mit der schwachen Form Hazards bei Lille und seinem mangelnden Einsatz und Willen im Training. Nach einem schwachen Auftritt bei einem Qualifikationsspiel zur Europameisterschaft 2012 gegen die Türkei am 3. Juni 2011, wurde Hazard nach seiner Auswechslung in einem Restaurant in der Nähe des Stadions entdeckt, wo er noch während des laufenden Spiels einen Hamburger speiste. Diese Aktion erhielt in seiner Heimat später als Burgergate erhebliche Medienpräsenz. Hazard entschuldigte sich später bei Leekens und in der Öffentlichkeit für den Vorfall, wurde aber dennoch von diesem für drei Spiele suspendiert. Nach einem Meeting Hazards mit Leekens, hob dieser die Suspension auf. Er verpasste letztendlich aber dennoch das folgende Qualifikationsspiel gegen Slowenien, nachdem er bei diesem nicht für den Spieltagskader nominiert wurde.
Im Herbst 2011 eroberte er seinen Stammplatz am Flügel wieder zurück und erzielte am 7. Oktober beim 4:1-Heimsieg in der Qualifikation gegen Kasachstan in seinem 23. Länderspiel sein erstes Tor in der Nationalmannschaft. Die Qualifikation beendete man letztlich hinter Deutschland und der Türkei auf dem 3. Tabellenplatz, welcher nicht für die Teilnahme an der Endrunde ausreichte. Beim 2:2-Unentschieden im Freundschaftsspiel gegen Montenegro erzielte er seinen zweiten Länderspieltreffer.

#### Etablierung, Weltmeisterschaft 2014 und Europameisterschaft 2016
Im September 2012 startete die Qualifikation zur Weltmeisterschaft 2014 und Hazard begann diese als Stammspieler. Am 22. März 2013 erzielte er im beim 2:0-Auswärtssieg gegen Mazedonien im fünften Qualifikationsspiel sein erstes Tor in dieser. Vier Tage später erzielte er beim 1:0-Heimsieg im König-Baudouin-Stadion gegen Mazedonien das Tor des Tages. Die Qualifikation schloss man mit 26 Punkten auf dem ersten Tabellenrang ab und Hazard war in dieser in neun Spielen zum Einsatz gekommen, in denen er zweimal traf. Zu dieser Zeit begann eine neue „Goldene Generation“ des belgischen Fußballs, bei dem er ein Schlüsselspieler wurde.
Er war Teil des Kaders, welcher Belgien bei der Weltmeisterschaft 2014 in Brasilien repräsentierte und nach der starken Qualifikation zum erweiterten Favoritenkreis gehörte. Im ersten Spiel gegen Algerien assistierte er den entscheidenden Treffer von Dries Mertens zum 2:1-Sieg in der 80. Spielminute. Auch im zweiten Gruppenspiel gegen Russland leistete er erneut eine Vorlage, als er in der 88. Spielminute den Pass zum Treffer von Divock Origi zum 1:0-Endstand spielte. Nachdem man nach den zwei Siegen bereits für die K.-o.-Phase qualifiziert war, erhielt Hazard im letzten Gruppenspiel gegen Südkorea eine Pause und wurde erst in der Schlussphase der Partie eingewechselt. Im Achtelfinale traf man auf die Mannschaft der Vereinigten Staaten, gegen die man mit 2:1 in der Verlängerung siegte. Hazard stand in seinem 50. Länderspiel bis zur 111. Spielminute auf dem Platz und wurde dann von Nacer Chadli ersetzt. Im Viertelfinale gegen Argentinien schied man mit einer 0:1-Niederlage aus dem Wettbewerb aus.
Im zweiten Gruppenspiel der Qualifikation zur Europameisterschaft 2016 erzielte er beim 5:0-Heimsieg gegen Zypern ein Tor und bereitete ein weiteres vor. Aufgrund einer Sperre des nominellen Kapitäns Vincent Kompany übernahm er im Freundschaftsspiel gegen Frankreich erstmals die Kapitänsbinde von diesem. Beim 4:3-Auswärtssieg erzielte er sein achtes Länderspieltor. In den nächsten fünf Qualifikationsspielen erzielte er dann vier Tore und führte seine Nation so durch eine erfolgreiche Gruppenphase, die man als Erster mit zwei Punkten Vorsprung auf Wales beendete.
Bei der Endrunde in Frankreich vertrat er den verletzten Kompany erneut als Kapitän. In der Gruppenphase bereitete er zwei Tore seiner Mannschaft vor, die man als Tabellenzweiter beendete. Beim 4:0-Achtelfinalsieg gegen Ungarn erzielte er seinen ersten Treffer im Turnier und bereitete ein Tor Michy Batshuayis vor. Im Viertelfinale schied man mit einer 1:3-Niederlage gegen Wales aus der Europameisterschaft aus. Hazard kam in allen fünf Spielen Belgiens vor Beginn an zum Einsatz, beendete vier und war neben dem Waliser Aaron Ramsey mit vier Assists der Top-Vorbereiter des Wettbewerbs.

#### Kapitänsrolle bei der Weltmeisterschaft 2018

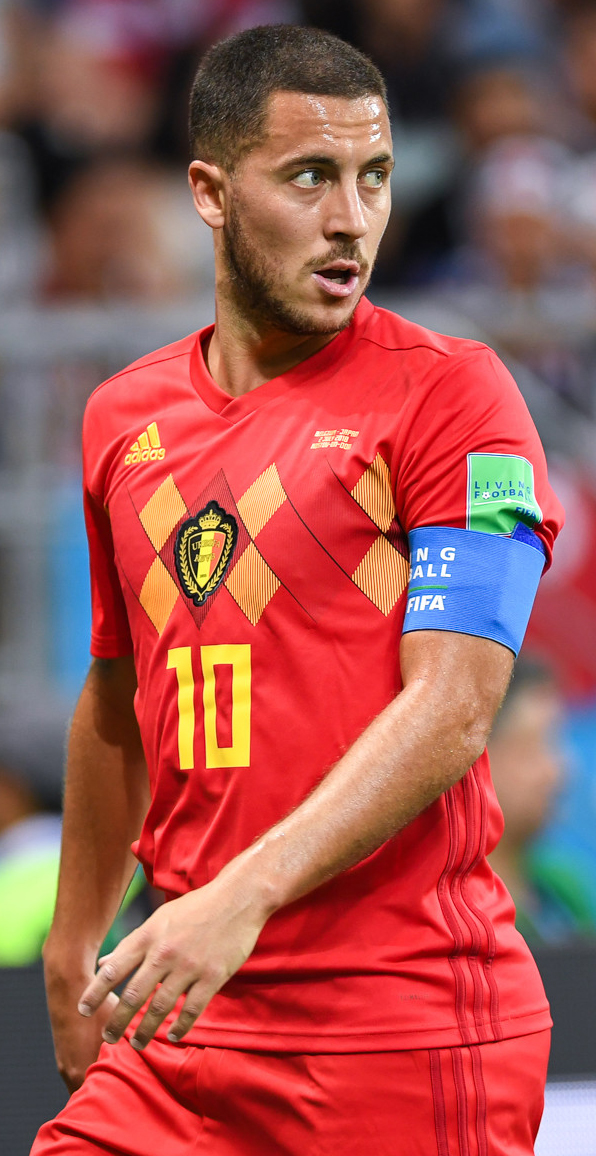
Hazard für die Nationalmannschaft bei der Weltmeisterschaft 2018.

Nach der Europameisterschaft 2016 übernahm Hazard die Kapitänsschleife endgültig vom häufig verletzten Vincent Kompany und führte seine Nation als dieser durch die Qualifikation zur Weltmeisterschaft 2018. Die ersten drei Qualifikationsspiele gewann Belgien allesamt überlegen und er steuerte dabei zwei Tore und drei Vorlagen bei. Mit dem 8:1-Heimsieg gegen Estland feierte man einen der höchsten Siege der Geschichte und Hazard traf in diesem Spiel einmal. Das 9:0 im Maurice-Dufrasne-Stadion in Lüttich gegen Gibraltar war dann, neben zwei anderen Spielen, bei denen man mit neun Toren Differenz gewinnen konnte, der höchste Sieg in der Nationalmannschaftsgeschichte. Hazard steuerte in diesem Spiel in der 45. Spielminute das zwischenzeitliche 6:0 bei und bereitete dann den nächsten Treffer Thomas Meuniers vor. Beim 4:0-Heimsieg gegen Zypern im letzten Qualifikationsspiel traf Hazard erstmals doppelt für sein Heimatland. Belgien dominierte die Gruppe H und qualifizierte sich mit 28 Punkten aus zehn Spielen (neun Siege, ein Unentschieden) und einem Torverhältnis von +37 für die Endrunde in Russland.
Bei der Weltmeisterschaft 2018 gehörten die Belgier um ihren Schlüsselspieler Hazard erneut zum erweiterten Favoritenkreis. Hazard führte sein Land als Kapitän ins Turnier, in welches man mit einem souveränen 3:0-Sieg gegen Panama startete. Hazard bereitete das dritte Tor durch Romelu Lukaku vor. Im zweiten Gruppenspiel traf er beim 5:2-Sieg gegen Tunesien doppelt. Belgien war durch diese zwei Siege bereits vor dem letzten Gruppenspiel für die Finalrunde qualifiziert, dadurch wurde Hazard beim 1:0-Sieg gegen England von Trainer Roberto Martínez auch geschont. Im Achtelfinale gegen Japan lag man nach frühen Toren in der zweiten Halbzeit bereits mit 0:2 in Rückstand, Belgien gelang es in der verbleibenden Spielzeit jedoch, das Spiel zu drehen. Hazard ging als Anführer voraus, bereitete einen Treffer vor und wurde später zum Man of the Match gewählt. Seine starke Form nahm er auch ins Viertelfinalspiel gegen Brasilien mit, das Belgien 2:1 gewann und damit den zweiten Halbfinaleinzug bei einer Weltmeisterschaft perfekt machte. Im Halbfinale wurde man letztlich vom späteren Weltmeister Frankreich besiegt. Die starke Weltmeisterschaft beendete man mit einem 2:0-Sieg im Spiel um Platz drei gegen England, in dem Hazard seinen dritten Turniertreffer erzielen konnte.
Seine starken Leistungen bei der Weltmeisterschaft brachten ihn die Auszeichnung zum zweitbesten Spieler des Turniers (Silver Ball) ein. Er kam in sechs Spielen zum Einsatz, in denen ihm drei Tore und zwei Vorlagen gelangen.
Am 24. März 2019 überschritt Hazard im Qualifikationsspiel zur Europameisterschaft 2021 gegen Zypern als dritter belgischer Nationalspieler die Marke von 100. Länderspielen und konnte zugleich seinen 30. Treffer erzielen, womit er mit Paul Van Himst und Bernard Voorhoof als zweiterfolgreichster Torschütze gleichzog. Er wurde auch in den belgischen Kader der EM 2021 berufen.

#### Rücktritt aus der Nationalmannschaft
Hazard trat nach dem Ausscheiden Belgiens in der Gruppenphase der Fußball-Weltmeisterschaft 2022 aus der Nationalmannschaft zurück. Er absolvierte 126 Länderspiele und erzielte 33 Tore.

## Spielstil
Hazards favorisierte Position ist trotz seines stärkeren rechten Fußes der linke Flügel, jedoch ist Hazard als flexibler Spieler bekannt. Auf dem Spielfeld besetzt er zwar meist diese, wechselte aber in seiner Zeit beim OSC Lille aufgrund seiner Beidfüßigkeit häufig die Seiten. In der belgischen Nationalmannschaft bekleidet er auch häufig eine zentralere Rolle als „Zehner“, die er auch in der Saison 2012/13 bei Lille spielte. Unter den Chelsea-Trainern Antonio Conte und Maurizio Sarri wurde in Schwächephasen der Stürmer auch öfter auf Hazard als Hängende Spitze zurückgegriffen.
Als Hazards Stärken sind seine Schnelligkeit, Agilität, Kreativität, Explosivität und sein Dribbling zu bezeichnen. In Kombination mit seinem niederen Körperschwerpunkt bei seiner geringen Körpergröße von 173 cm, ist er dadurch zu schnellen Körpertäuschungen, Drehungen und plötzlichen Antritten fähig, womit er von Verteidigern nur schwer aufgehalten werden kann. Zusätzlich zu diesen Qualitäten besitzt er einen starken Abschluss und ist als herausragender Freistoß- und Elfmeterschütze bekannt.

## Privates
Eden Hazard stammt aus einer fußballbegeisterten Familie, denn bereits seine Mutter Carine und sein Vater Thierry waren als Fußballspieler aktiv gewesen. Thierry verbrachte seine gesamte Karriere in unterklassigen, halbprofessionellen Divisionen in Belgien und spielte in den 90er-Jahren fünf Jahre für die R.A.A. La Louvière in Edens Geburtsort. Carine spielte als Angreiferin in der höchsten belgischen Damenliga und beendete ihre Karriere aufgrund der Schwangerschaft mit Eden. Nach ihren Karrieren wurden beide Sportlehrer.
Eden ist der älteste von vier Söhnen, von denen allesamt ebenfalls den Fußballsport ausüben, Thorgan, Kylian und der jüngste Sohn Ethan (* 2003), der in der Jugendakademie des AFC Tubize in Belgien spielt, wo auch seine Brüder in ihrer Jugendzeit gespielt hatten.
Eden Hazard ist mit seiner Jugendliebe Natacha Van Honacker verheiratet und hat mit ihr vier Söhne.
Gemeinsam mit Demba Ba, Moussa Sow und Yohan Cabaye gründete Hazard den in San Diego, Kalifornien ansässigen San Diego 1904 FC.
Im März 2024 wurde das Trainingszentrum des OSC Lille nach Hazard benannt.

## Titel und Erfolge
International
- Champions-League-Sieger: 2022
- Europa-League-Sieger (2): 2013, 2019
- UEFA-Super-Cup-Sieger: 2022

Frankreich
- Französischer Meister: 2011
- Französischer Pokalsieger: 2011

England
- Englischer Meister (2): 2015, 2017
- Englischer Ligapokalsieger: 2015
- Englischer Pokalsieger: 2018

Spanien
- Spanischer Meister (2): 2020, 2022
- Spanischer Pokalsieger: 2023
- Spanischer Supercupsieger (2): 2020, 2021

### Individuelle Auszeichnungen
- Bester Feldspieler der Ligue 1 (Étoile d’Or) (France Football) (2): 2011, 2012
- Bester Feldspieler der Ligue 1 (UNFP) (2): 2011, 2012
- Bester Nachwuchsspieler der Ligue 1 (UNFP): 2009, 2010
- Spieler des Monats der Ligue 1 (4): März 2010, März 2011, März 2012 und April 2012
- Bester Fußball-Nachwuchsspieler Europas (Trofeo Bravo) (Il Guerin Sportivo): 2011
- Chelsea Player of the Year (3): 2014, 2015, 2017
- PFA Young Player of the Year: 2014
- PFA Player of the Year: 2015
- PFA Team of the Year (4): 2012/13, 2013/14, 2014/15, 2016/17 (alle Premier League)
- Silberner Ball der WM: 2018
- FIFA FIFPro World XI (2): 2018, 2019
- UEFA Team of the Year (2): 2017, 2018